# خليل صويصل
خليل صويصل هو جندي تركي. شغل منصب قائد القوات الخاصة بين 2009-2013.

## مهنة عسكرية
تم ترقية العميد خليل صويصل إلى رتبة لواء في عام 2013، ثم عين قائدًا لقيادة القوات الخاصة التركية في عام 2015، بقرار من المجلس العسكري الأعلى.  منذ عام 2015 ، تم تعينه قائد لواء القوات الخاصة في شمال العراق  كان له دور في محاولة الانقلاب في تركيا 2016 التي خدمها ضد مخططي الانقلاب حينها، في محاولة الانقلاب، استجاب للأمر الذي تلقاه من قائد القوات الخاصة زكاي أكساكالي باشا وتولى قيادة قيادة المقر والقوات في قاعدة عمليات سيلوبي الخاصة في محاولة للتصدي لـ سميح ترزي وشارك في منع محاولة الانقلاب. 

## دوره خلال أنقلاب تركيا 2016
شارك «صويصل» في مواجهة محاولة الانقلاب المزعومة في عام 2016؛ حيث كان يخدم في شمال العراق، وعاد فورًا إلى أنقرة، ولعب دورًا في التصدي لها.

## عملية درع الفرات
تولى مباشرة العملية المعروفة بـ«درع الفرات» في شمال سوريا عام 2018.

## دوره في الصراع الليبي
أوضحت وسائل الإعلام التركية أن "العميد خليل صويصل تولى قيادة العمليات في ليبيا.